# Muju virus
Muju virus (англ.) относится к роду хантавирусов и вызывает заболевание известное как геморрагическая лихорадка с почечным синдромом. В отличие от распространённых на больше части территории Азии Hantaan virus, Seoul virus и Soochong virus, преимущественно обнаруживается на территории Республики Корея.

## История обнаружения
Вирус получил своё название благодаря провинции Муджу, где в 1996 году была поймана первая мышь вида Myodes regulus из рода лесных полёвок, в тканях которой и был обнаружен новый хантавирус. После этого на протяжении 11 лет была проведена большая работа по поиску и отлову мышей этого вида в соседних провинциях, чтобы доказать, что Myodes regulus является естественным резервуаром.